# Глибинний розлом
Глибинний розлом (рос.глубинный разлом, англ. deepseated fault, deep fault, abyssal fracture; нім. Tiefenbruch m) – лінійно витягнута зона порушення суцільності гірських порід в земній корі. 
Г.р. проникають у верхню мантію і поділяють земну кору на великі блоки. 
Характеризується великими розмірами (сотні км), магматизмом, сейсмічністю, ювенільними флюїдами. 